# 威洛比湖怪物
威洛比湖怪物（英文：Willoughby Lake Monster），昵称“威利”（Willy）是指出没于美国佛蒙特州威洛比湖一种类似巨型鳗鱼的神秘动物，在当地传说中，威洛比湖与伊利诺州的水晶湖相通。威洛比湖怪物的追溯至19世纪，有报道称湖中发现一只长长的黑色动物。1868年8月14日，《Caledonian newspaper》报道称一位12岁的少年用镰刀杀死一只23英尺（7米）的“巨蛇”。1986年9月9日，目击者奥黛丽·贝斯（Audrey Besse）与母亲及一位友人在威洛比湖看见一只有着二或三个驼峰，黑色的长条形生物在湖中游动。